# Macrosamanea kegelii
Macrosamanea kegelii là một loài thực vật có hoa trong họ Đậu. Loài này được (Meissner) Kleinhoonte mô tả khoa học đầu tiên.